# Протести у свету поводом уведених мера против пандемије ковида 19
Широм света трају протести, демонстрације и штрајкови против мера које уводе владина тела на пандемију Ковида 19. Неки протестују против неуспеха владе да ефикасно заустави ширење вируса, док су други вођени финансијским потешкоћама које су резултат владиних мера за обуздавање вируса, укључујући ограничења путовања и забаве, тешко погађање повезаних индустрија и повремених радника. Настављају се протести против ограничења кретања људи, обавезног ношења маски, карантина, вакцинације и других мера.
Овај чланак наводи и резимира такве активности у различитим земљама широм света.

## Позадина

### Разлози
Да би спречиле ширење вируса САРС-КоВ-2 који је довео до пандемије Ковида 19 од 2019. године, владе су донеле здравствене мере на различитим нивоима строгости како би ограничиле кретање људи и преношење вируса. Као одговор на ова ограничења, организовани су протести на бројним локацијама широм света, а такође је дошло до штрајкова. Неки од протеста критиковали су владе да не делују довољно ефикасно у својим одговорима на пандемију, док су се други противили превентивним мерама и позивали на њихово опозив. Према анализи у оквиру Глобалног индекса мира, до јула 2021. године било је око 50.000 протеста повезаних са пандемијом широм света, од којих је 5.000 било насилних.  Затварање због Ковида 19 инспирисало је протесте на многим територијама, а од краја 2020. примена вакцина против Ковида 19 такође је инспирисала протесте.
Шаблон:COVID-19 pandemic sidebar
Протести су варирали по обиму, мотивацији и врсти, а демонстранти су били дошли из прилично широког спектра позадина и инспирисани низом разлога. Један од главних покретача био је економски проблем који је довео до затварања предузећа на дуже периоде, што је довело до широко распрострањене незапослености, посебно сезонских радника у угоститељству и туризму. Неизвесност у погледу будућности и осећај недостатка контроле довели су до склоности ка веровању у теорије завере (као што је да је Ковид 19 превара и да су владе намерно креирале кризу), и неповерењу према вакцинама, укључујући да Ковид 19 вакцинација и ограничавање кретања грађана су део владине завере да контролише људе, Бил Гејтс стоји иза имплантирања микрочипова у људе путем вакцинације. Ширење дезинформација о Ковиду 19 био је покретачки фактор у покретима протеста у неким земљама, а неки организатори чак и  зарађују новац на протестима.

### Учесници
Елементи десничарских и либертаријанских група, као и десничарски политичари били су укључени у протесте у неким земљама: у САД је Доналд Трамп ширио неке потенцијално погрешне информације, Прауд бојс, амерички верски фундаменталисти и разне милиције групе, као и Волтер Њусам (Walter "Hawk" Newsome), биле су активне у протестима. Широм Европе, екстремна десница је била активна, у Великој Британији, групе мржње крајње деснице, су биле укључене у ширење дезинформација, жртвено мањинске групе и покушавају да организују затварање, док су неки бивши политичари попут Мартина Даубнија и новинари попут Џулије Хартли-Бруер или подржавали или се придружили протестима  у Аустралији, Прауд бојс,, неонацистичко националсоцијалистичка мрежа и неколико политичара су се укључили у ширење дезинформација и изазивање незадовољства.

### Организатори и методе
Апликације Телеграм и Инстаграм су популарна средства за ширење порука о планираним протестима, а неки догађаји се објављују и на Фејсбуку.
Немачка група под називом Ворлдвајд Демонстрејшн, која делује из града Касела, водили су појединци који се самоописују као „Freie Bürger Kassel“ (Слободни грађани Касела), координирала је серију од 129 догађаја широм света у марту 2021. године, од којих је сваки под називом „Светски скуп за слободу“, користећи хештег „#WewillALLbethere“. Дезинформације, веровања у Кјуанон, антисемитизам и порицање Ковида 19 преовладавали су у четовима (конверзацијама) група.

## Африка

### Обала Слоноваче
Демонстранти су уништили центар за тестирање на коронавирус који се градио у Абиџану, за који су рекли да се налази у пренасељеном стамбеном делу преблизу њихових домова.

### Кенија
Кенијска влада је оптужена за екстремне мере, а демонстранти оптужују кенијску полицију да је убила најмање шест људи у првих 10 дана од затварања. Други су протестовали против принудног карантина појединаца који се не придржавају прописа или се враћају кући из иностранства, тврдећи да су били у карантину дуже од 14 дана и приморани да плате влади за бригу о њима.. Стотине људи протестовало је 8. маја 2020. када је влада уништила 7.000 домова и пијацу у Кариобангију у покушају да контролише вирус.

### Малави
Високи суд у Малавију привремено је забранио влади да спроведе 21-дневно затварање након што га је оспорила Коалиција бранитеља људских права, након што се тврдило да је потребно више консултација како би се спречила штета за најсиромашније и најугроженије. Нови протести су организовани пре доношења пресуде, у најмање три велика града, а неки демонстранти су изјавили да је боље заразити се вирусом него умрети од глади због недостатка посла.

### Нигерија
Група од најмање двадесет особа, према извештајима са корона вирусом, присилно је изашла из изолације како би протестовала против наводне неодговарајуће неге и владиних поступака за које су веровали да погоршавају њихово стање. Радници на градилишту побунили су се против мера закључавања које су ограничиле њихову способност да раде на изградњи рафинерије нафте за милијардера Алика Данготеа.

### Руанда
Избеглице које су пресељене у Руанду из пренасељеног избегличког кампа у Либији, протестовале су против затварања избегличког кампа у главном граду Кигалију.

### Јужна Африка
Многи становници протестовали су против политике да ће помоћ у пакетима са храном ићи само домаћинствима која зарађују испод 3.600 РУС, и захтевали су акцију од Јужноафричке агенције за социјално осигурање. Сурфери су такође протестовали због тога што им је дозвољено да сурфују током блокаде, што дозвољава вежбање, али не и активности на води.

### Зимбабве
Три младе опозиционе активисткиње пријављене су као нестале након протеста у Харареу, Зимбабве, због мера затварања због Ковида 19, 15. маја 2020. Они су касније збринути у болници након што су тврдили да су их отели и сексуално злостављали осумњичени агенти државне безбедности.

## Азија

### Кина (копно)
Власници малих радњи протестовали су због наставка закупнине испред робне куће Гранд Ошн у Вухану, узвикујући „Ослободите закуп на годину дана или покријте трошкове закупнине“. Видео снимци са демонстрација су постављени на платформу друштвених медија Сина Вејбо, али су брзо цензурисани. Жена је ухапшена и суочила се са кривичном пријавом након што је покушала да окупи око 100 људи у знак протеста због лошег управљања и прескупих намирница током карантина. Она је оптужена за „окупљање ради свађа и изазивање невоља“, дело које се иначе у користи за притварање дисидената и друштвених активиста.

### Хонг Конг
Тактика продемократског покрета је преиначена да изврши притисак на владу да предузме јаче акције како би заштитила јавно здравље Хонг Конга суоченом са избијањем коронавируса у Хонг Конгу. Демонстранти су тражили да се свим путницима који долазе из Кине забрани улазак у Хонг Конг. Од 3. до 7. фебруара 2020. болничко особље започело је радни штрајк са истим циљем. Штрајк није био успешан јер је Кери Лам одбила потпуно затварање границе.

### Индија
Након телевизијске најаве премијера Нарендре Модија да ће затварање бити продужено најмање до 3. маја, полиција је палицама растерала демонстранте радника миграната у Мумбају. Хиљаде незапослених радника миграната окупиле су се на железничким станицама и захтевале су да им се дозволи да прекину блокаду да би се вратили кући. Сличне протесте у другим деловима земље видели су и радници, и они који су тврдили да нису добили никакву помоћ коју им је влада обећала да ће им пружити током периода изолације.

### Индонезија
Индонезија је 5. октобра 2020. усвојила закон о отварању радних места који ће ослабити заштиту животне средине и права радника у покушају да подстакне привреду тешко погођену пандемијом короне из Вухана. 6. октобра хиљаде Индонежана протестују у индустријским областима око Џакарте, укључујући Тангеранг и Караванг и на Батаму. Започео је тродневни национални штрајк у који су синдикати очекивали да ће укључити два милиона радника у знак протеста против закона.
Демонстрације у Бандунгу и Џакарти одржане су 22. и 24. јула у знак протеста због продужења владиних мера „ограничења друштвених активности“ (ППКМ/ЦАРЕ).

### Израел
У априлу 2020. године, хиљаде Израелаца су се укључиле у социјално дистанцирање док су се окупљале у знак протеста против антидемократских мера у земљи од стране премијера Бењамина Нетањахуа. Многи су били укључени у покрет Црне заставе којем је полиција дозволила да протестује ако су стајали на удаљености од шест стопа и сви су носили маске. У једном ранијем протесту демонстранти су ишли у Јерусалим да протестују против антидемократских мера. Друге демонстрације су виђене у ултра-православном јерусалимском насељу Меа Шарим са мушкарцима и омладином који су гађали полицију камењем пре него што су ухапшени. Нереди су избили у Бнеи Браку са масама које су уништавале имовину и бацале камење на покушаје полиције да прекине часове јешиве и остале верске скупове који се одржавају кршећи правила карантене.

### Ирак
Протести против затварања су у комбинацији са текућим протестима против актуелне владе и насиља усмереног на жене у земљи.

### Казахстан
Након објављивања карантинских мера, видео снимци болничког особља у Атирау који протестују против нових правила проширили су се на друштвеним мрежама у априлу 2020. године, што је довело до привођења новинара који извештавају.
Дана 25. јануара 2021. године одржане су демонстрације у граду Кокшетау на којима су грађани изразили незадовољство концептом обавезне вакцинације против Ковида 19, у којима се заменик акима сусрео са масом и уверио их да ће одлука да ли ће бити вакцинисана бити заснована на сваком појединцу, лични избор.

### Либан
Многи демонстранти су се залагали за новчану олакшицу земаља које су у паду економије након недеља затварања. Најмање један демонстрант је погинуо након што су војници употребили сузавац, пендреке и живе метке да растерају демонстранте у Триполију који су бацали молотовљеве коктеле. Демонстранти су се такође окупили у Бејруту испред централне банке и бацали камење на зграду, и заузели главне путеве јер су тврдили да није довољно урађено да се заштити привреда и они који би економски највише страдали.

### Малезија
Дана 31. јула 2021, стотине демонстраната покушало је да се окупи на тргу Мердека у Куала Лумпуру, позивајући на оставку премијера Мухидина Јасина због његовог и малезијске владе поступања са пандемијом Ковида 19. Протести су одржани упркос ограничењима Наредбе за контролу кретања (NKK), а малезијска полиција блокирала је приступ самом тргу Мердека. Протести против владе одржани су након проглашења ванредног стања, где су парламент и избори суспендовани, и поред текуће политичке кризе. Дана 2. августа, посланици опозиције одржали су протест на тргу Мердека након што им је полиција блокирала улазак у парламент.

### Пакистан
Десетине лекара ухапшено је у Квети након што су протестовали због недостатка безбедносне опреме коју су добили за борбу против ширења болести. Стотине радника протестовале су против принудног отпуштања због пандемије окупљајући се испред својих старих радних места широм града Карачија.
Родитељи студената који су студирали у иностранству у кинеској провинцији Хубеј протестовали су против одлуке владе да остави децу у тој области у фебруару 2020. године.

### Филипини
Спонтане демонстрације одржале су 1. априла 2020. године од стране сиромашне урбане заједнице Кезон Ситија у знак протеста због недостатка хране и друге помоћи током карантина због Ковида 19 широм града. Полиција је насилно растерала демонстранте и ухапсила 21 особу. Градоначелник и представник Конгреса апеловали су на полицију да ослободи ухапшене.
У мају 2020, новинари и појединци протестовали су због наредбе о прекиду и одустајању која је довела до гашења медијског гиганта АБС-ЦБН, потеза који је угрозио више од 11.000 радних места и спречио емитовање виталних информација о пандемији. Одржано је још протеста након што је Представнички дом одбацио АБС-ЦБН-ову пријаву за законодавну франшизу.
Возачи џипнија који су остали без посла због ванредне ситуације Ковид 19 протестовали су у Калукану 3. јуна 2020. Шест демонстраната је ухапшено и затворено на неколико дана до једне недеље.
Неколико група је одржало протесте широм земље како би се поклопило са обележавањем независности Филипина 12. јуна 2020. године. Међу њима је био и протест „Гранд Мананита” на Универзитету Филипина у Кезон Ситију. Гранд Мананита је протестовао због владиних мера на кризу Ковида 19 и усвајања контроверзног закона о борби против тероризма од стране Конгреса.
Здравствени радници су 16. јула 2021. године одржали протест испред седишта Министарства здравља (ДОХ) где су парадајзом гађали лого ДОХ-а. Дана 30. августа, 1. септембра и 24. новембра 2021, здравствени радници из различитих болница у Метро Манили одржали су протест у седишту ДОХ-а због заосталих плата, бенефиције и захтевајући од Дукуеа (и Дутертеа) да поднесе оставку због поступања са Ковидом 19 пандемије у земљи.

### Тајланд
На Тајланду су 18. јула биле највеће уличне демонстрације од тајландског државног удара 2014. код Споменика демократије у Бангкоку са око 2.500 демонстраната. Демонстранти, организовани под називом Слободна омладина (тајландски: เยวชนปลดแอก), објавили су три захтева: распуштање Дома, престанак претњи народу и израду новог устава. Догађај је изазван пропалом економијом услед пандемије и неоправданом применом аката Ковид 19 који су жестоко критиковани као средство против сваког могућег протеста. Ситуација је избила након два случаја Ковида 19, египатски војник у провинцији Рајонг и ћерка суданског дипломате у четврти Асок у Бангкоку, били су позитивни раније 15. јула. Обојица су изузети од ограничења путовања и сузбијања Ковида 19. Многи су критиковали како владин неуспех да обузда болест ових ВИП особа, тако и њен неуспех да подстакне снажно погођену туристичку индустрију у провинцији Рајонг. Демонстранти су захтевали од владе да то прихвати у року од две недеље, или ће се суочити са већим демонстрацијама.
Касније, 19. јула, неколико протеста је избило у провинцији Чијанг Мај и Убон Рачатани.

## Европа

### Аустрија
Новостворена странка за основна права (МФГ) планира недавне протесте против изолације у Аустрији. Група је упоредила ограничења Ковида са „нацистичком владавином”. Трећа највећа политичка партија у земљи, Партија слободе (ФПОе), такође је оштро осудила ограничења Ковида, а њен нови лидер, Херберт Кикл, гурао је погрешне и лажне ставове о вирусу, укључујући тврдње да је програм вакцинације заиста „генетски експеримент“. Кикл је позвао публику да одбије обавезну вакцинацију. Петнаест хиљада људи се касније окупило на тргу Хелденплац у Бечу у знак протеста против мера против Ковида, а касније им се придружило на хиљаде других, са око 44.000 људи који су учествовали у скупу укупно.

### Белгија
Полиција у Бриселу је 31. јануара 2021. саопштила да је ухапсила више од 400 људи како би спречила забрањени протест против мера у вези Ковида 19. Дана 21. новембра 2021, око 35.000 људи на улицама Брисела учествовало је у демонстрацијама, које су почеле мирно пре него што је избило насиље. Машући националистичким заставама Фландрије и транспарентима против рестриктивнијих правила за невакцинисане, неколико људи у капуљачама напало је и неке полицијске аутомобиле. Најмање два полицајца и један демонстрант су повређени. Демонстранти су бацали камење на полицију док су ови напредовали са воденим топовима на главном раскршћу испред седишта Комисије Европске уније. Демонстранти су такође бацали димне бомбе и ватромете, пренео је лист Ле Соир. Ситуација се касније смирила, саопштила је полиција.
- Протест у Бриселу јануара 2022

### Белорусија
У мају 2020, смањена овлаштења председника Александра Лукашенка због његових одлука везаних са пандемијом Ковид 19 довело је до уличних протеста против његове владе. Масовни протести избили су широм Белорусије после белоруских председничких избора у августу 2020.

### Босна и Херцеговина
Дана 6. априла 2021. године, група грађана и активиста одржала је антивладине протесте „Борба за живот“ у Сарајеву испред Парламентарне скупштине и Владе ФБиХ, тражећи оставке председавајућег Већа министара Зорана Тегелтије и федералног премијера Фадил Новалић, због недостатка руководства током пандемије Ковида 19 у Босни и Херцеговини и касне набавке вакцине против Ковида 19 за земљу. Даљи антивладини протести одржани су једанаест дана касније, такође 17. априла.

### Бугарска
Бугарско министарство здравља је 30. марта 2020. издало наредбу којом је неношење маске за лице у јавности кажњиво по закону у време када маске нису биле доступне за куповину у земљи. После јаких јавних немира, наредба је опозвана следећег дана и поново поново уведена касније, уз извесне измене. Мали протест одржан је 19. априла 2020. у Софији против мера за сузбијање пандемије Ковида 19, при чему су многи учесници изразили забринутост у погледу својих средстава за живот. У мају и јуну одржани су протести са антиваксистичким нагласком који су захтевали и оставку владе, у организацији странке Вазраждане, који су резултирали неколико хапшења, али нису забележили значајнији напредак.
Неодобравање јавности је порасло током пандемије и достигло је спонтану кулминацију 9. јула 2020. након полицијске рације на Председништво Бугарске у, како се сматрало, нападу на председника Румена Радева, гласног критичара премијера Бојка Борисова, који је био на власти. од 2009. године, и дуготрајне притужбе против ендемске корупције и „заробљавања државе”. Свакодневне демонстрације одржаване су у главном граду Софије до априла 2021. године, иако се број демонстраната смањивао током јесењих и зимских месеци када је земља била тешко погођена пандемијом Ковида 19.

### Чешка
Крајем 2020. и током 2021. дошло је до многобројних протеста против владиних мера, како се ситуација са пандемијом у земљи погоршавала, а мере, често правно неутемељене и пролонгиране. Демонстранти су тражили укидање неких ограничења попут ограничења окупљања или затварања пабова. Многи од њих су такође одбили да носе маске за лице, због чега су добили надимак „анти-роушкари“, што значи „одбијачи маски“. Најнасилнији инцидент догодио се 18. октобра у Прагу, када се група радикалних демонстраната, укључујући фудбалске хулигане, сукобила са полицијским снагама након што је протест распуштен због кршења хигијенских мера. Повређено је 20 полицајаца, као и непознат број демонстраната. Ухапшене су 144 особе. Ово је у супротности са углавном мирним протестима који су типични за Чешку. Од тада, полиција је променила тактику да документује прекршаје, а не да ради масовне акције да растера гомилу.

### Француска
У Паришком предграђу Вилнев ла Гаран избили су нереди у априлу 2020. године, делом због јачине пандемијског вируса и изолације породица радничке класе, често имигранта, који живе у малим становима у препуним јавним стамбеним зградама. Многи су известили да је у сиромашнијим насељима тешко следити владину политику због густине насељености и да узрокује већи утицај на сам кварт него на богатије Парижане. Демонстрације су од тада виђене у предграђу Хатс де Сеин и другим француским градовима Тулузу, Лиону и Стразбуру.

### Грчка
Протести у Грчкој 2021. избили су као одговор на предложени владин закон који би омогућио присуство полиције у универзитетским кампусима по први пут после деценија, за шта су опозиционе групе оптужиле владу да је искористила блокаду и мере због Ковида 19 за увођење све ауторитарнијих мера.

### Грузија
Дана 5. децембра 2021. на хиљаде људи је демонстрирало у Тбилисију против система пасоша за вакцинацију који се примењује у Грузији од 1. децембра, дозвољавајући само грађанима и туристима са КР кодом који доказује вакцинацију или опоравак од вируса или са негативним резултатом ПЦР теста, да посећују јавна места, ресторане, забавне и тржне центре. Демонстранти су марширали са плакатима и грузијским заставама, пролазећи поред зграде парламента.

### Немачка
Од априла 2020. године у Немачкој су одржани бројни протести против владине политике у вези са пандемијом Ковида 19 у више различитих градова. Власти су процениле да је протест у Берлину 29. августа привукао 38.000 учесника.
Неколико протеста у Немачкој, попут оног од 29. августа, организовала је група Керденкен 711, са седиштем у Штутгарту. Према својој главној страници на интернету, сматра да је главни циљ групе да подржи основна права садржана у немачком уставу, посебно слободу мишљења, изражавања и окупљања.
На демонстрацијама 29. августа у Берлину, један од позваних говорника био је Роберт Ф. Кенеди Млађи, адвокат и теоретичар завере и нећак убијеног председника САД Џона Ф. Кенедија. Он је упозорио окупљене да би мере против Ковида 19 које се примењују у многим земљама могле да доведу до спровођења „државе надзора”. Неколико стотина демонстраната покушало је да упадне у зграду Рајхстага, седиште немачког парламента, неколико њих је стигло до степеница. Због овог инцидента је настала велика медијска пажња. Касније демонстрације су обично биле мање, а понекад су их организовали савезници Кверденкена.
Анархисти, либертаријански социјалисти и антифашисти у Немачкој протестују против онога што се сматра појачаном државном контролом и надзором. Фокусирање на повећање џентрификације, неједнакости у богатству, деложације и полицијске мере. Анархисти су видели све веће деложације анархистичких заједница и сквотова.

### Мађарска
Дана 28. фебруара 2021, око 3 до 5.000 демонстраната окупило се у главном граду Будимпешти у Тргу хероја да протестују против прописа о закључавању и нелегитимног Устава из 2012. године.

### Ирска
Дана 24. јула 2021. године, преко десет хиљада људи присуствовало је маршу против дискриминације у Даблину, као одговор на најаву ирске владе да ће бити уведени пасоши за вакцину. Наведени пасоши требало је да се користе да би се спречило да невакцинисани људи користе услуге ресторана у затвореном простору.
Стотине људи је присуствовало протесту против закључавања и против ношења маски за лице у Даблину 22. августа 2020. Протест је организовала ”Хелт Фридом Ајланд уз подршку Жутих прслука Ирске. На протесту су ухапшене четири особе. Исте групе су организовале још један протест 3. октобра, са око хиљаду демонстраната који су марширали центром града пре него што су организовали седећи протест у главној трговачкој зони у улици Графтон.
Дана 27. фебруара 2021, избили су насилни сукоби између демонстраната и Гарде, током протеста против закључавања у близини Ст Стефан грина, парка у Даблину. Три Гардиста су повређена, а 23 особе су ухапшене након протеста. Тишох Михеал Мартин осудио је демонстрације као „неприхватљив ризик и за јавност и за Гарду“. Ненасилни протест против закључавања са око 450 људи одржан је 6. марта у Корку. Догађај је организовао „Пипл конвеншн”. На дан протеста ухапшено је шест особа.

### Италија
Од марта 2020. многи људи су почели да протестују због Ковида 19 и правила која је наметнула италијанска влада.

### Холандија
Дана 24. јануара 2021. избили су насилни протести као реакција на одлуку холандске владе да уведе полицијски час као средство за сузбијање ширења Ковида 19. Полицијски час, уведен између 21:00 и 4:30 ујутро, био је први те врсте који је уведен у земљи од Другог светског рата. Протести су одржани у већини великих градова, укључујући Амстердам и Ајндховен. Полиција је извршила стотине хапшења и изрекла хиљаде новчаних казни. Удружење холандске полиције описало је нереде као најгоре насиље у Холандији у последњих 40 година. Протестанти су описани да су састављени углавном од младих људи.
Истраживање јавног мњења НОС-а показало је да је полицијски час подржало седам од 10 испитаника у Холандији (иако је број испитаника непознат), уз само 18% становништва које се томе противи. Интернетска анкета са преко 28.000 испитаника, коју је урадио Радио НПО1, холандска државна радио станица, показала је да 89% Холанђана жели да се полицијски час укине.
Након што је Холандија 12. новембра 2021. ушла у делимично закључавање због наглог пораста случајева Ковида 19, уследила је још једна серија протеста и нереда због таквих мера. Нереди су били посебно концентрисани у Ротердаму, где је полиција испалила хице упозорења на изгреднике, ранивши најмање двоје.

### Пољска
Стотине демонстраната окупило се у пољском пограничном граду Згожелец у знак протеста против прописа о затварању, протест је организован посебно на пешачком мосту који повезује Згоржелец и немачки град Герлиц, јер су многи живели у Пољској, али су радили у Немачкој. Многи су протестовали због немогућности да пређу границе земаља јер су живели у другој земљи у којој су радили, а слични протести су виђени и у пограничним градовима дуж пољско-немачке границе и пољско-чешке границе. Марш слободе (Marsz Wolności) се дешава сваког месеца, на пример у Вроцлаву.

### Русија
Безбедносне снаге су „разбиле” гомилу од око 2.000 појединаца који су протестовали против затварања у Владикавказу, при чему су неки приведени, а вероватни организатор ухапшен пре догађаја. Неки демонстранти на догађају су користили своје друштвене мреже да објављују видео записе о својим захтевима против затварања, а један је навео; „Данас, под изговором корона вируса, који не постоји, људи су отерани у ропство, покушавају да успоставе потпуну контролу над свима нама.“

### Србија
Дана 7. јула 2020. године, почели су нереди у Београду након што је влада најавила полицијски час за викенд. Протести су почели због сталне владине промене у поступању са политиком Ковида 19 и наводног скривања броја случајева Ковида 19 у земљи.

### Словачка
Крајем 2020. и током 2021. године, одржано је неколико протеста против ограничења због Ковидаа и у Словачкој, углавном у главном граду Братислави и Кошицама. Многи људи почињу да не поштују правила: иду у кафане иако нису вакцинисани, не носе ФФП2 маску, већ само текстилну маску. Било је чак и инцидената да су људи без маски долазили у продавницу. Полиција је потом тукла ове муштерије јер су одбијале да ставе маску.

### Шпанија
Хиљаде људи, углавном присталица крајње десничарске странке Вокса, присуствовало је протестима у Мадриду и регионалним престоницама земље због затварања и његовог утицаја на економију Шпаније. Демонстранти су се возили у конвојима да би се придржавали социјалног дистанцирања, док је протест у Мадриду предвођен аутобусом у којем се налазио вођа Вокса Сантјаго Абаскал. Абаскал је позвао националну владу Педра Санчеза да поднесе оставку због нестручних одлука у вези пандемије.
Дана 20. септембра 2020. године, хиљаде људи изашло је на протесте широм заједнице Мадрида тражећи оставку регионалне владе Изабел Дијаз Ајусо, након што је два дана раније најавила делимично затварање које погађа 850.000 људи који живе у најсиромашнијим областима у региону а који је назван „сегрегационим“ и подстиче „стигматизацију, искљученост и територијалну дискриминацију“. Протести су уследили усред све веће критике Ајусиних мера око вирусакао „неефикасног” и њене коалиционе владе која се „поколебала” у покушају да се сукоби са Санчесовом владом, пошто је регион постао најтеже погођено подручје у целој Европи у другом талас пандемије са многим насељима који су близу или изнад 1.000 случајева на 100.000 људи.

### Шведска
Процењује се да се 7. марта 2021. на Медборгарплатсену у Стокхолму окупило 300 до 500 људи да протестују против мера уведених због Ковида 19.

### Украјина
Од 14. до 20. фебруара, у Новом Санжару одржани су протести против смештаја евакуисаних држављана Украјине (за које се сумња да су оболели од корона вируса 2019) из града Вухана (НРК).
У лето и јесен 2021. године у разним градовима Украјине одржане су митинзи против обавезне вакцинације против Ковида 19 и ограничења за невакцинисана лица. Конкретно, 27. јула је Московска Патријаршија организовала „процес“ против вакцинације, а 3. новембра демонстранти су блокирали улице у Кијеву.

### Уједињено Краљевство
Први протести против обавезног националног затварања у Уједињеном Краљевству одржани су у априлу 2020. године, а продужили су се у наредних месец дана пре него што су утихнули пошто су рестрикције изолације полако ублажаване. Како су мере закључавања локалног подручја поново уведене крајем лета, праћене строжијим националним мерама карантене, протести против закључавања поново су се појавили широм земље почевши од септембра 2020. Више од 55 демонстраната је ухапшено у овим догађајима од октобра 2020. Неки демонстранти су тврдили да је Ковид 19 превара, а многи су одбили да носе маске или практикују социјално дистанцирање. Протести су се десили у Шрузберију, Гластонберију, Лондону, Манчестеру, Глазгову, Белфасту, Хоуву, Бирмингему, Ливерпулу, као и неколико других градова.
Протести због ограничења преклапали су се са протестима против вакцина након почетка британског програма вакцинације против Ковида 19 у децембру 2020. године. За викенд 24 и 25. јула 2021. поново су избили протести у неколико већих градова у Уједињеном Краљевству, укључујући Лондон, Лидс, Манчестер и Бирмингем због људи који се противе вакцинама и предложили пасоше за Ковид.

## Северна Америка

### Канада
Протести у Канади су почели 19. априла 2020. године у Ванкуверу. Протести су такође избили у Торонту, Едмонтону и Отави.
Затвореници у затвору у Саскачевану су 21. априла 2020. године протестовали против ограничења која су им постављена као одговор на Ковид 19. Главни разлог протеста је била мера која их је присиљавала да буду у ћелијама по 20 сати дневно.
Дана 15. јануара 2021, Роман Бабер, члан покрајинског парламента Јорк центра у Торонту, је уклоњен из посланичке групе владајуће Прогресивне конзервативне партије Онтарија након што је објавио отворено писмо премијеру Дагу Форду у којем критикује мере ограничења за затварање у Онтарију. Бабер је наставио своје залагање против изолације као независни члан законодавне опозиције.
Хиљаде људи се 1. септембра 2021. окупило испред градске скупштине Ванкувера да протестовују због политике вакцинације против Ковида 19 и мандата маски.
Протест назван Конвој слободе 2022, који је обухватио целу Канаду, је отпочео у јануару 2022. године.

#### Алберта
Група која себе назива „Шетња за слободу“ организује протесте против ношења маски већ од априла 2020. године. Неколико стотина демонстраната из ове групе је учествовало у конвоју слободе 20. фебруара 2021. и маршу са „бакљама Јерихона” који су организовали организације зване „Шетња за слободу Алберта“ и „Алијанса за јединство слободе“. Плакати који су рекламирали митинг укључивали су слику белих националиста који марширају Шарлотвилом са бакљама Тики на скупу „Уједините десницу САД” 2017. године. Група од стотина демонстраната против изолације, која је носила транспарент „шетње за слободу”, укључивала је и оне који поричу Ковид 19. Други део протестаната је био део присталица пастора који је ухапшен јер је више пута одбијао да се придржава прописа јавног здравља, као што су ограничење посећености, физичко дистанцирање и ношење маски. Правосудни центар за уставне слободе, који представља пастора, покренуо је тужбу против владе Алберте. Као одговор на овај део протеста градоначелник Едмонтона је рекао да су организатори скупа изван Едмонтона и да „могу бити повезани са познатим групама који пропагирају мржњу. Едмонтон недвосмислено осуђује расизам, мизогинију и друге облике мржње, такав говор није добродошао у нашој заједници“."

### Куба
Серија протеста на Куби је почела 11. јула 2021. године. Протести су изазвани несташицом хране и лекова и незадовољством донешеним мерама владе на поновну пандемију Ковида 19 на Куби.

### Мексико
Дана 29. априла, полиција у Јахалону у Чијапасу, у јужном Мексику, пуцала је на људе који су протестовали против контролног пункта због којег је њихова заједница била изолована. Становници суседне Тумбале жалили су се да им је контролни пункт онемогућио приступ владиним и банкарским услугама и да се чини да је то повезано са веровањем да је у Тумбали висока стопа заразе коронавирусом. Контролни пунктови су постављени у око 20% мексичких општина, које је савезна влада прогласила нелегалним.
Стотине Мексиканаца учествовало је у протестима 30. маја захтевајући оставку председника Андреса Мануела Лопеза Обрадора због владиних мера у вези са пандемијом Ковида 19 у Мексику а и мексичком економијом.
У Истлавакану, Гвадалахара, држава Халиско, су одржане демонстрације због насилне смрти Ђованија Лопеза. Лопез, 30-годишњи зидар, ухапшен је 4. маја јер није носио маску за лице током карантене. Током хапшења полиција је користила непотребну силу и нанела повреде због којих је следећег дана Лопез умро док је био у полицијском притвору.

### Сједињене Државе
Прве информације и мере због пандамије короне 19 су виђене у јануару 2020. године. Први случај Ковида 19 је забележен 19. јануара 2020. Радна група Беле куће је свим гувернерима савезних држава доставила 9. фебруара информације о коронавирусу. Почевши од средине марта, гувернери држава, а у неким случајевима и окрузи или градови, предузимали су различите мере социјалног дистанцирања ради ограничавања ширења вируса. Предузете радње укључивале су наредбе о останку код куће („карантин“), затварање школа и предузећа и ограничење броја људи приликом окупљања. Дана 19. марта 2020, председник Доналд Трамп и потпредседник Мајк Пенс састали су се (путем телеконференције) са гувернерима већине држава како би наставили координацију и помогли државама у њиховим мерама. Скоро истовремено ФЕМА се такође укључила у акцију борбе против Ковида. До 7. априла 42 државе су имале наредбе о закључавању. Затварање је имало озбиљне економске ефекте, укључујући нагли пораст незапослености због затварања продавница и других радних места. До 15. априла избили су први протести и демонстрације у неким државама, тражећи да се област „поново отвори“ за нормалне пословне и личне активности. До 1. маја демонстрације су одржане у више од половине држава, а многи гувернери су почели да предузимају кораке да укину ограничења.
Један од првих протеста одржан је у Мичигену 15. априла 2020. године, у организацији конзервативних група које су такође подстицале групе у другим државама да копирају своје формулације и шаблоне. Демонстранти у бројним другим државама рекли су да су инспирисани Мичигеном и користили су сличне методе протеста, као што су мичигенов материјал на веб страницама, Фејсбук групама и страницама Редит-а да промовишу своје протесте. Наредне протесте организовали су републикански активисти или партијске организације, активисти Чајанке, присталице покрета наоружане милиције, активисти за права на оружје,  и заговорници „против вакцинације“.
Председник Трамп је првобитно издао смернице за постепено укидање ограничења, рекавши да ће гувернери одлучити како да поново отворе сопствене државе и предлажући опрезан трофазни приступ. Међутим, следећег дана је реаговао на протесте против социјалних ограничења тако што је подстицао протесте. Гувернер Џеј Инсли (Д-ВА) оптужио је председника за „подстицање домаће побуне“ и рекао да је председников позив да се игноришу смернице сопственог тима „шизофреничан“.

## Океанија

### Аустралија
Током 2020. и 2021. године одржани су бројни протести против ограничења затварања због Ковида 19 и програма вакцинације аустралијске савезне владе у неколико главних градова, укључујући Аделаиде, Бризбејн, Мелбурн, Перт и Сиднеј. Полиција је одговорила на ове протесте хапшењем демонстраната и изрицањем новчаних казни.
У Мелбурну, Викторија, од 20. до 24. септембра 2021. године, одржана је серија протеста у пословним деловима градова. Демонстранти су углавном били трговци који су протестовали против карантина, затварања грађевинске индустрије и мандата вакцина. Верује се да су неколико демонстраната били „лажни трговци” који би се могли описати као „професионални демонстранти”. Полиција је одговорила гуменим мецима, пендрецима и сузавцем. Различити медији критиковали су груби одговор полиције на демонстранте и цивиле.

### Француска Полинезија
У октобру 2021. одржано је неколико протеста против предложеног закона којим се налажу вакцине против Ковида широм Француске Полинезије, укључујући Папете на Тахитију и Хива Оа на Маркизским острвима. Значајне групе и појединци који су укључени укључивали су групу „Не дирај моју породицу“, странку за независност Тавини Хиратира и пензионисаног др Жан Пола Терона, који је био у спору са здравственим властима око његових метода лечења Ковида 19. Предложени закон захтева да свако ко ради у здравству или у јавности буде вакцинисан или ће бити  кажњен са 1.700 америчких долара. Као одговор на снажно противљење демонстраната против вакцинације, синдиката и послодаваца, председник Едуард Фрич је најавио да ће нови закон бити одложен до 23. децембра.

### Нови Зеланд
Између августа и октобра 2021. године одржано је неколико протеста широм Новог Зеланда. Протести су били против званичних мера закључавања, вакцинације и ширења дезинформација о пандемији Ковида 19. Кључне групе и појединци који су били укључени у ове протесте укључивали су Фактс НЗ, Котахитанга покрет Аотеароа, НЗ Либерти мувмент и странку Адвенс Њу Зеланд Џејми-Ли Роса и Билија Те Кахике.
У јануару 2021. Те Кахика је предводио „митинг за слободу“ испред новозеландског парламента противећи се политици закључавања, комунистичкој Кини и Уједињеним нацијама, истовремено изражавајући подршку америчком председнику Доналду Трампу. Након поновног успостављања ограничења закључавања средином августа 2021. као одговор на избијање нове ковид варијанте Делта, протести против закључавања организовани су у Окланду, Тауранги, Нелсону и Крајстчерчу. Кључни учесници су били Те Кахика и екстремни десничар Кајл Чемпман.

## Јужна Америка

### Аргентина
Дана 25. маја, на дан годишњице Прве националне владе, протести су избили широм Аргентине, највише у Буенос Ајресу и Кордоби. Протест је окупио углавном  власника малих предузећа који су тражили од локалних и националних власти да им дозволи рад, пристајали су и на нове санитарне услове по владиним мерама. У том тренутку, наредба о останку код куће била је на снази широм земље већ 65 дана.

### Бразил

#### 2020
Дана 18. марта, Бразилци у Сао Паулу и Рио де Жанеиру протестовали су због тога што је влада Жаир Болсонароа лоше реаговала са својим мерама против пандемије. Протестанти су лупали лонцима и тигањма по балконима и узвикивали „Болсонаро напоље!“[234]
19. априла, на Дан бразилских оружаних снага, Болсонара је опколило око 600 демонстраната испред седишта војске у Бразилији захтевајући „војну интервенцију“ у решавању ситуације са корона вирусом. Мањи протести који су позивали гувернере да поднесу оставке одржани су претходног дана у Рио де Жанеиру, Сао Паулу и Бразилији.

#### 2021
Дана 1. маја, широм Бразила одржан је протест против Жаир Болсонароа. Демонстранти су захтевали укидање карантина, узвикујући „овлашћујем“, позивајући се на председникову тврдњу да ће се позвати на члан 142 бразилског устава како би „вратио цео члан 5 устава“ и да је чекао само „овлашћење“ народа. Протести су се десили у многим бразилским градовима, заузимајући авеније као што је Авенида Паулиста. Болсонаро је хеликоптером прелетео протесте у Бразилији, где је такође било протеста против његове владе.

### Чиле
Дана 18. марта, дошло је до нереда у општинама Ел Боске, Ла Пинтана и још неким општинама у градској регији Сантјаго. Учесници нереда осуђују глад која је резултат делимичних и потпуних затварања у региону. Тврде да су их изолације оставиле без посла и средстава за живот.

### Колумбија
У априлу 2021, председник Иван Дуке је предложио повећање пореза у време када је пандемија Ковида 19 у Колумбији почела да се погоршава. Разлог томе је што је он тражио новчана средства која би побољшала здравство у земљи које је већ било у лошем стању. У Колумбији серија протеста је почела 28. априла 2021. године а били су усмерени против повећања пореза, корупције и реформе здравствене заштите.

### Еквадор
Демонстрације 2020. године у Еквадору су биле серија националних мобилизација спроведених у мају 2020. године. Демонстрације су отпочеле после најаве нових економских мера од стране владе Лењина Морена усвојених због озбиљне здравствене и економске кризе изазване пандемијом Ковида 19 у земљи.

### Парагвај
Протести широм Парагваја су почели 5. марта. разлог протеста је био недостатка ефикасног одговора владе на пандемију у земљи. Протести су окупили више хиљада људи и том приликом велики број протестаната је било повређено. То је кулминирало оставком тадашњег министра здравља Хулија Мазоленија.